# Pritchardia maideniana
Espèce
Statut de conservation UICN

 CR A1ce+2bcde : 
En danger critique
Pritchardia maideniana est une espèce de plantes monocotylédones de la famille des Arecaceae
Ce palmier est une espèce endémique de Hawaï

## Taxinomie

### Synonymes
Selon Catalogue of Life (16 juillet 2014) : 	
- Pritchardia affinis Becc.,
- Pritchardia affinis var. gracilis,
- Pritchardia affinis var. holaphila,
- Pritchardia affinis var. rhopalocarpa,
- Styloma maideniana (Becc.) O.F.Cook.